# Acta entomologica serbica
Acta entomologica Serbica je званични годишњак Ентомолошког друштва Србије, који објављује чланке из области базичних области ентомологије..
Часопис се штампа на енглеском језику.

### Историјат
Часопис је први пут почео да излази као Гласник Ентомолошког друштва Краљевине Срба, Хрвата и Словенаца, у мају 1926. године, а 1929. године мења име у Гласник Југословенског ентомолошког друштва. Године 1971, часопис се обнавља под именом Гласник Југословенског ентомолошког друштва, а данашње име добија 1996. године

### Периодичност излажења
Под именом "Acta entomologica Serbica", излази двапут годишње.

## Уредници
1. Живко Адамовић (1996-1998)
2. Љубодраг Михајловић (1998-2004)
3. Љиљана Протић (2004-2023)
4. Владимир Жикић од 2023

## Индексирање
Часопис је индексиран у CAB Abstracts database